# Nadační fond Eduzměna
Nadační fond Eduzměna je nezisková organizace, jejímž zaměřením je podpora systémových změn ve vzdělávání dětí v České republice.  
Nadační fond Eduzměna založily čtyři velké nadace: Abakus – nadační fond zakladatelů Avastu, Nadace České spořitelny, Nadace OSF a Nadace Karla Janečka. Ředitelem Eduzměny je Zdeněk Slejška.
V České republice má v současné době dva projekty:
- Systémová změna českého školství
- Koordinace dárců v oblasti vzdělávání a integrace ukrajinských uprchlíků

## Systémová změna českého školství
Eduzměna si nechala vypracovat studii Analýza výzev českého vzdělávání, jejími autory jsou sociologové Daniel Prokop a Tomáš Dvořák. Z ní vyplývá, že kvalita vzdělávání se velmi liší mezi jednotlivými regiony i školami. Tyto rozdíly se navíc prohlubují.
Z mezinárodních srovnání rovněž vyplývá, že české děti drží svou pozici kolem průměru hlavně díky výsledkům žáků z nadprůměrných škol. Tyto rozdíly se navíc podle mezinárodních srovnání v posledních letech prohlubují. Nejnovější výzkumy také ukazují, že české školství nezvládá ve vzdělávání reagovat na to, co se děje. Absolventi bývali vždycky skvěle vybavení znalostmi a dokázali se uplatnit. Teď ale tito lidé selhávají v konfrontaci se sebevědomím, schopností se prosadit a uplatnit v mezinárodním kontextu.

### Co dělá Eduzměna
Vize Eduzměny zní: „Usilujeme o to, aby se všechny děti učily naplno, s radostí a rovnými šancemi a ze školy odcházely připravené na výzvy a příležitosti světa 21. století.“
V prvním vybraném, tzv. pilotním regionu, kterým je Kutnohorsko, Eduzměna v lednu 2020 spustila pětiletý projekt proměny školství: Eduzměna Kutnohorsko.  Zahrnuje všechny mateřské, základní a střední školy v regionu. K celkové proměně systému je třeba zapojit všechny aktéry: učitele, ředitele, děti, rodiče, zřizovatele, podnikatele a zástupce veřejné správy. 
Za účelem zjistit, co konkrétně školy, ale i jednotliví aktéři (ředitelé, učitelé, děti) potřebují, Eduzměna v počátcích projektu na Kutnohorsku uspořádala tzv. mapování. Z něj vyplynulo mj. že se školáci kvůli obavám z kritiky bojí dělat chyby a často přemýšlejí nad tím, k čemu jim učivo v životě bude. Když nemají pocit, že má smysl, ztrácejí motivaci. Známky a písemky je stresují. Důležité jsou pro ně dobré vztahy se spolužáky i učitelé, od kterých si přejí cítit respekt.
Příkladem aktivit, které Eduzměna na Kutnohorsku organizovala byl festival hravého učení Edufest, který se konal 19. září 2021.
Koncem roku 2022 Eduzměna nabídla možnost výcviku pro zájemce z dalších regionů. Přihlásilo se jich 14. Výcvikový program Eduzměny spočívá v zážitkových vzdělávacích setkáních, stážích na Kutnohorsku a supervizích. Účastníci si uhradí náklady na dopravu, ubytování a stravu, o ostatní se postará nadační fond. V současnosti probíhá výběr čtyř regionů, které se výcviku zúčastní.
Cílem pilotního projektu je vytvořit model, jak školství úspěšně měnit, a ten s podporou ministerstva školství rozšířit: v roce 2030 by ho měli používat na školách ve 20 % regionů Česka.

## Koordinace dárců v oblasti vzdělávání a integrace ukrajinských uprchlíků
Po invazi ruské armády na Ukrajinu se zástupci nadačního fondu rozhodli pomoct s koordinací pomoci v oblasti vzdělávání a integrace uprchlíků z této země. Cílem je zjednodušit práci zapojeným organizacím a dárcům. Eduzměna se stará o to, aby pomoc byla cílená a efektivní. Propojuje zapojené nadace či neziskové organizace v konkrétních oblastech a hledá, jak problémy řešit systematicky.
Je v kontaktu s mezinárodními neziskovými organizacemi (např. UNICEF) i s terénem (META, Člověk v tísni) a dárcům poskytuje svou expertní podporu.

### Projekt Darujeme kroužky dětem
Ve spolupráci s Českou radou dětí a mládeže a několika nadacemi se Eduzměna podílí na projektu Darujeme kroužky dětem. Je určený pro rodiče z řad ukrajinských uprchlíků i pro české matky a otce, kteří čerpají přídavky na děti. Mohou žádat o podporu až ve výši 2 000 Kč ve formě voucheru. Ty pak slouží k proplacení vybrané mimoškolní aktivity dítěte.